# Hoppípolla
Hoppípolla (isländisch richtig: Hopp í polla, deutsch in etwa: „In Pfützen springen“) ist ein Lied der isländischen Post-Rock-Band Sigur Rós, das am 28. November 2005 als Singleauskopplung für ihr Album Takk... veröffentlicht wurde.
Die Single enthält neben dem Lied Hoppípolla die Stücke Með blóðnasir – eine Instrumental-Coda zu dem Lied, ebenfalls auf Takk… zu hören – und eine neu eingespielte Version des Liedes Hafssól aus dem Debütalbum Von. Neben einer 12"-EP wurde auch eine 7"-Single veröffentlicht, die neben dem Titelstück das Lied heysátan als B-Seite enthält.
Die Single stieg im Mai des Jahres 2006 auf Platz 24 in den britischen Singlecharts ein. Der britische DJ Chicane veröffentlichte im Juli 2009 eine instrumentale Coverversion unter dem Titel Poppiholla, die eine Top-Ten-Platzierung in den britischen Charts erreichte.

## Text
Der Text des Liedes ist größtenteils auf Isländisch geschrieben, beinhaltet aber auch Phrasen der vom Sänger Jón Þór Birgisson erfundenen Fantasiesprache Vonlenska (zu deutsch: Hoffnungsländisch).

## Musikvideo
Im November 2005 wurde zu Werbezwecken ein Musikvideo, das von Arni & Kinski produziert wurde, veröffentlicht. In diesem schlendern ältere Menschen durch die Straßen in den Vororten der isländischen Hauptstadt Reykjavík und benehmen sich wie Kinder. Sie spielen Anwohnern Streiche, bewerfen sich gegenseitig mit Wasserballons und kämpfen in der Nähe eines Friedhofs mit Holzschwertern. Als ein älterer Mann bei den Gefechten Nasenbluten erleidet, flüchtet eine Gruppe aus Furcht, während die Anderen ihren Sieg feiern. Auch werden in dem Video diverse Freunde gezeigt, die gerade in Pfützen springen.
Die Musiker der Band haben ebenfalls Rollen in dem Musikvideo: Keyboarder Kjartan Sveinsson wird Opfer eines Klingelstreiches, Sänger Jón Þór Birgisson spielt einen Kassierer, der von einem älteren Mann bestohlen wird, Schlagzeuger Orri Páll Dýrason wird beim Reparieren seines Fahrrads und Bassist Georg Hólm beim Putzen gezeigt.

## Charts
| Charts                 | Höchstplatzierung | Wochen | Auszeichnung |
| ---------------------- | ----------------- | ------ | ------------ |
| Vereinigtes Königreich | 24                | 15     | Silber       |

## CoverversionPoppiholla
Am 13. Juli 2009 veröffentlichte der britische DJ Chicane eine instrumentale Coverversion des Liedes unter dem Titel Poppiholla. Das Lied erreichte Platz 7 in den britischen Singlecharts und blieb drei Wochen lang in den Top Ten der Bestenliste.
Sky Sports verwendete das Lied im Vereinigten Königreich zur Berichterstattung der Premiership Rugby in der Saison 2009/10. Der englische Fußballverein Dagenham & Redbridge aus dem Londoner Stadtteil Dagenham verwendet das Stück als Einmarschmusik bei ihren Heimspielen.

### Charts
| Charts                 | Höchstplatzierung | Wochen | Auszeichnung |
| ---------------------- | ----------------- | ------ | ------------ |
| Vereinigtes Königreich | 7                 | 11     | Silber       |

## Verwendung im Film und Fernsehen
Das Lied wurde im Jahr von der BBC in Werbespots für ihre Serie Planet Erde verwendet, wodurch die Band erstmals einer großen Zuschauerschaft bekannt gemacht wurde. Dies führte dazu, dass die Single über EMI Records eine Neuauflage erfuhr und sehr erfolgreich wurde. Auch wurde das Lied im selben Jahr in diversen Shows des Senders als Hintergrundmusik verwendet.
Außerdem erfuhr das Lied Verwendung in Werbetrailern der Kinofilme Children of Men und Slumdog Millionaire, war in den Soundtracks zu Penelope und Wir kaufen einen Zoo zu finden, und wurde in Werbespots für Thomson Reuters, Oxfam und Viasat eingesetzt.